# Liste der Baudenkmäler in Radevormwald
Die Liste der Baudenkmäler in Radevormwald enthält die denkmalgeschützten Bauwerke auf dem Gebiet der Stadt Radevormwald im Oberbergischen Kreis in Nordrhein-Westfalen (Stand: November 2021). Diese Baudenkmäler sind in der Denkmalliste der Stadt Radevormwald eingetragen; Grundlage für die Aufnahme ist das Denkmalschutzgesetz Nordrhein-Westfalen (DSchG NRW).

| Bild                                               | Bezeichnung                                        | Lage                                                                   | Beschreibung | Bauzeit                                                                                                  | Eingetragen seit | Denkmal- nummer |
| -------------------------------------------------- | -------------------------------------------------- | ---------------------------------------------------------------------- | --- | --- | ---------------- | --------------- |
| weitere Bilder                                     | Fabrikgebäude (Wülfingmuseum)                      | Am Graben 2 Karte                                                      | Die Tuchfabrikation Wülfing & Sohn entstand nach 1816 am Standort der 1788 errichteten Buschhämmer. Die ersten Fabrikationsgebäude brannten jedoch 1836 ab. Zum Obergraben hin wurde daraufhin nach 1836 ein langgestrecktes, viergeschossiges Fabrikgebäude aus Bruchstein (heute Sitz des Wülfing-Museums) errichtet. Parallel dazu – auf der Seite der Wupper – entstand 1859 ein 5-geschossiger Fabriktrakt in Ziegelbauweise. Dazwischen verläuft die Werkstraße, die am südwestl. Ende gegen das Direktorenhaus, dem späteren Verwaltungsgebäude der Tuchfabrik stößt.                                       | 1836 / 1859 / verlängert 1872                                                                            |                  | 83              |
| weitere Bilder                                     | Grabensystem                                       | Am Graben 2, 6, 4                                                      | | |                  | 110             |
| weitere Bilder                                     | Ehemaliges Direktorenwohnhaus                      | Am Graben 4–6 Karte                                                    | Zweigeschossiger, zweiseitig verputzter, ursprünglich freistehender Bruchsteinbau auf hohem Sockel mit freiliegenden Kellerfenstern und Krüppelwalmdach; Trauf- und Giebelseite zur Fabrik unverputzt; zwei Eingänge mit zweiläufigen Freitreppen an westlicher Giebel- und nördlicher Traufseite, breiter Haupteingang mit doppelflügeliger Tür in der Achse der Fabrikgasse. | 1836–40; erweitert 1872                                                                                  |                  | 84              |
| weitere Bilder                                     | Arbeiterwohnhaus                                   | Am Graben 8–14 Karte                                                   | Eingezwängt zwischen dem Grabensystem im Süden vor der Fabrik und der Rampe auf der Nordseite zum Kesselhaus/Kohlebunker liegt das vierteilige 3-geschossige Arbeiterwohnhaus über lang gestreckt rechteckigem Grundriss, mit freiliegendem Bruchsteinsockelgeschoss, Obergeschoss aus Backstein, zum Teil verputzt oder geschlämmt. | 2. Hälfte 19. Jh.                                                                                        |                  | 34              |
| weitere Bilder                                     | Arbeiterwohnhaus                                   | Am Graben 16–22 Karte                                                  | siehe Am Graben 8–14 | 2. Hälfte 19. Jh.                                                                                        |                  | 35              |
| weitere Bilder                                     | Stahlbrücke                                        | Am Graben/Wülfingstraße                                                | | |                  | 85              |
| weitere Bilder                                     | Wohnhaus (Empfangsgebäude Bahnhof Dahlerau)        | Bahnhof Dahlerau 3-7                                                   | | |                  | 36              |
| Bergisch Märkische Eisenbahnstrecke nach Wuppertal | Bergisch Märkische Eisenbahnstrecke nach Wuppertal |                                                                        | | |                  | 113             |
| weitere Bilder                                     | Kirche                                             | Burgstraße 5                                                           | (s.a. Denkmalnr. 45) | |                  | 37              |
| weitere Bilder                                     | Ehemaliges Pastorat                                | Burgstraße 8                                                           | | |                  | 38              |
| weitere Bilder                                     | Bahnhof Dahlhausen (Wupper)                        | Bahnhof Dahlhausen 1                                                   | | |                  | 101             |
| weitere Bilder                                     | Ehemalige Katholische Kirche                       | Elberfelder Straße 115                                                 | | |                  | 116             |
| weitere Bilder                                     | Landwirtschaftliches Anwesen                       | Feckinghausen 8                                                        | | |                  | 89              |
| weitere Bilder                                     | Haferkasten                                        | Filde (bei Nr. 11) Karte                                               | 2 × 3 m großer, 2-geschoss. Kornspeicher aus altem Eichenholz; nur wenige dieser Speicher sind noch erhalten; das Vorkommen beschränkt sich auf die Umgebung von Filde; | 1648 |                  | 39              |
| weitere Bilder                                     | Haferkasten                                        | Funkenhausen (bei Nr. 1) Karte                                         | 1 geschoss. hölzerner Speicher, verkleidet mit Holzschindeln in Bieberschwanzform; Ladeluke im Giebel und traufseitige Tür mit Beschlägen original erhalten; gehört zu den seltenen, noch erhaltenen hölzernen Speicherbauten, die in dieser Form nur in dieser Gegend vorkommen; | 17. Jh. (vermutl. 1630)                                                                                  |                  | 40              |
| weitere Bilder                                     | Wohnhaus                                           | Grabenstraße 20 Karte                                                  | 2-geschoss. freistehendes voll verschiefertes Fachwerkhaus m. Krüppelwalmdach; traufseitig zur Straße stehend u. mittigem Eingang m. Oberlicht und Jugendstiltürblatt; Freitreppe im Sockelbereich; | 1. Hälfte 19. Jh.                                                                                        |                  | 41              |
| weitere Bilder                                     | Wohnhaus                                           | Grabenstraße 28 Karte                                                  | 3-geschoss., verschiefertes Haus mit ausgebautem Mansarddach im bergischen Neubarockstil. | 1914 |                  | 100             |
| weitere Bilder                                     | Fachwerk-Wohnhaus                                  | Grünentaler Straße 1                                                   | | |                  | 97              |
| weitere Bilder                                     | Fachwerk-Wohnhaus                                  | Grünentaler Straße 3                                                   | | |                  | 102             |
| Wohnhaus mit Anbau                                 | Wohnhaus mit Anbau                                 | Grunewald 5, 5a, 5b                                                    | 2-geschoss. verschiefertes Wohnhaus mit Saalanbau (Clubheim) und Kegelbahn | |                  | 87              |
| Ehemalige Apotheke                                 | Ehemalige Apotheke                                 | Hardtstraße 21 Karte                                                   | 2-geschoss. Haus im bergischen Neu-Barockstil; EG massiv, OG verschiefert; jeweils gr. Dachhaus auf beiden Traufseiten; Eingangstür und Fenster original erhalten; | 1928 |                  | 79              |
| weitere Bilder                                     | verschiefertes Wohnhaus                            | Hardtstraße 33 Karte                                                   | 2-geschoss. verschiefertes Haus mit teilw. freiliegenden Sockelgeschoss; an der nördl. Giebelseite angebauter hölzerner Wintergarten; vor dem Bau der Hardtstraße war es Teil des Parks der Hardt'schen Villa (Haus Hardtstraße 35). | Ende 19. Jh.                                                                                             |                  | 42              |
| weitere Bilder                                     | Hardt'sche Villa; Villengarten; Gartenpavillon     | Hardtstraße 35 Karte                                                   | die 2 1/2 geschoss. Fabrikantenvilla der Fam. Hardt (letzte Eigentümer der dort ansässigen Tuchindustrie Joh. Wülfing & Sohn) im Stil des Neoklassizismus ist ein Baudenkmal von großer historischer und architektonischer Bedeutung, das von allen Kriegszerstörungen verschont blieb. Die Villa steht in einem gr. Park mit 200 J. alten Bäumen und auch der hölzerne Jugendstil-Pavillon dort ist ein seltenes Baudenkmal. | 1890 |                  | 96              |
| Ehemaliges Kutscherhaus                            | Ehemaliges Kutscherhaus                            | Hardtstraße 37                                                         | | |                  | 94              |
| weitere Bilder                                     | Fabrikgebäude                                      | Hardtstraße 64                                                         | | |                  | 104             |
| weitere Bilder                                     | Stauanlage                                         | Hardtstraße 64                                                         | Wupperstauanlage Dahlhausen | |                  | 106             |
| Fabrikgebäude                                      | Fabrikgebäude                                      | Hardtstraße 64                                                         | Wasserkraftwerk an der Wupperstauanlage Dahlhausen | |                  | 109             |
| weitere Bilder                                     | Fachwerk-Wohnhaus                                  | Herkingrade 21 Karte                                                   | 2-geschoss. Fachwerkhaus mit Krüppelwalmdach auf massivem Sockel; 3 Seiten verschiefert bzw. verkleidet; auf nord-östliche Traufseite ist das Fachwerk freiliegend; | 2. Hälfte 19. Jh.                                                                                        |                  | 43              |
| weitere Bilder                                     | Friedhof                                           | Hermannstraße/Ecke Kaiserstraße                                        | | |                  | 68              |
| weitere Bilder                                     | Grabsteine                                         | Hohenfuhrstraße, an der Nordseite der Lutherischen Kirche (Burgstr. 5) | (s.a. Denkmalnr. 37) | |                  | 45              |
| Fachwerk-Wohnhaus                                  | Fachwerk-Wohnhaus                                  | Hönde 3 Karte                                                          | 2-geschoss. Fachwerkhaus; Ostgiebel verbrettert; Westseite Bruchsteinmauerwerk; 3 Eingänge traufseitig (1 süd- und 2 nordseitig); zugehörig Bauerngarten (ca. 1825–75 angelegt) und alte hölzerne Scheune. | Mitte 19. Jh.                                                                                            |                  | 44              |
| weitere Bilder                                     | Wohnhaus                                           | Hürxtal 1 Karte                                                        | massives, verputztes Wohn-Stallgebäude; linke Hälfte als Wohnbereich - rechte Hälfte im EG Stall, darüber Speicher mit Zugang über Rampe auf der rückwärtigen Hangseite; | 1744 |                  | 98              |
| weitere Bilder                                     | Fachwerk-Wohnhaus                                  | Kaffekanne 2 Karte                                                     | 2-geschoss. Fachwerkbau steht mit Giebelseite zur Straße; links wurde im 19. Jh. ein Anbau mit abgeschleppten Dach angefügt; Ladeluke im Giebel, der giebelseitige Eingang mit quergeteilter Tür, Oberlicht und Seitenfenster sind in ursprünglicher Form erhalten; | 18. Jh. / Anbau 19.J                                                                                     |                  | 46              |
| weitere Bilder                                     | Wohnhaus                                           | Kaiserstraße 42 Karte                                                  | 2 1/2-geschoss. 4-achsige Putzvilla auf quadrat. Grundriss; ein markanter Eckturm über 3 Geschosse auf der rechten Seite prägt das Gebäude; vielfältiges aufgesetztes Schmuckfachwerk, Rundbogenfenster im EG und Segmentbogenfenster im OG zieren vor allem die Straßen- und die Westseite; | 1903 |                  | 47              |
| weitere Bilder                                     | Doppelhofstelle                                    | Karthausen 1 und 2                                                     | | |                  | 115             |
| weitere Bilder                                     | Mehrfamilien-Arbeiterwohnhaus                      | Keilbecker Straße 15/17 Karte                                          | ungewöhnlich großes, langgestrecktes 3-geschoss. Arbeiter-Wohnhaus, das traufseitig mit 2 Eingängen zur Straße steht; rundum verschiefert mit hohem verputzten Sockel. | 2. Hälfte 19. Jh.                                                                                        |                  | 48              |
| verschiefertes Wohnhaus                            | verschiefertes Wohnhaus                            | Keilbecker Straße 46 Karte                                             | 2½-geschoss. Fachwerkhaus mit Krüppelwalmdach; an der Traufseite zur Straße Mittelrisalit mit Schweifgiebel; auf der Rückseite fünfseitiger Erkeranbau auf Pfeilern. | 1906 |                  | 80              |
| weitere Bilder                                     | Landwirtschaftliches Anwesen                       | Kräwinkel 2 Karte                                                      | | Kern 17. Jh.                                                                                             |                  | 91              |
| weitere Bilder                                     | Wohnhaus, Saalbau, ehem. Gartenwirtschaft          | Krebsögersteg 1 Karte                                                  | U-förmiger Fachwerkbaukomplex; der ältere, nördl. Bau ist Wohnhaus u. war eine ehemals beliebte Gastwirtschaft für Tages-Ausflügler, die mit der Bahn zum oberhalb gelegenen Bahnhof Wilhelmstal kamen. Später wurde südl. und parallel zum ersten Gebäude ein Saalbau errichtet; beide Gebäude wurden mit einem 1-geschoss. Bau U-förmig verbunden; parallel zum Wupperufer schließt sich der ehem. Wirtshausgarten an. | Anf. 19. J; erweitert Ende 19. Jh.                                                                       |                  | 74              |
| weitere Bilder                                     | Grenzstein                                         | Linde Karte                                                            | Der 1815 aufgestellte Grenzstein markiert die Grenze zw. Westfalen und der ehem. Rheinprovinz, die nach den Befreiungskriegen 1813–15 an Preußen fielen und neu geordnet wurden. Auf der Ostseite des Steins ist die Inschrift „Düsseldorf“ in klassiz. Kursivschrift noch gut lesbar eingraviert. | 1815 |                  | 108             |
| weitere Bilder                                     | Fachwerk-Wohnhaus                                  | Lorenzhaus 1 Karte                                                     | ehem. Einzelhof u. Gastwirtschaft an der alten Straße zw. Lennep und Radevormwald; 2-geschoss. Fachwerkbau, weitgehend verschiefert; Fachwerk auf der östl. Giebelseite freiliegend mit Ladeluke (jetzt Fenster) und Aufzugsbalken; zugeh. nördl. ein Wirtschaftsgebäude mit Sichtfachwerk. | 1. Hälfte 19. Jh.                                                                                        |                  | 93              |
| weitere Bilder                                     | Kirche                                             | Markt/Oststraße 2                                                      | | |                  | 50              |
| Gaststätte                                         | Gaststätte                                         | Markt 12 Karte                                                         | 3-geschoss., 4-achsiges voll verschiefertes Fachwerkhaus mit großem Zwerchhaus; prägt wesentlich das Stadtbild am Markt. | Anf. 20. Jh.                                                                                             |                  | 99              |
| Wohn-/Stallgebäude                                 | Wohn-/Stallgebäude                                 | Milspe 4 Karte                                                         | das 2-geschoss. Gebäude wurde im EG als einem massives, verputztes Bruchsteingemäuer errichtet, auf dem ein OG in Fachwerkbauweise aufgesetzt wurde. Der Wirtschaftsteil wurde von der Giebelseite betreten. Auf der Traufseite zur Straße liegen 2 weitere Eingänge. | (Kern evtl. 17. Jh.) 1. Hälfte 19. Jh.                                                                   |                  | 90              |
| Grabplatten                                        | Grabplatten                                        | Oberdahlhausen 1 Karte                                                 | 2 Grabplatten an Haus 2 in einem Geländeeinschnitt; eine datiert (1665); | 1665; 17. Jh.                                                                                            |                  | 76              |
| weitere Bilder                                     | Restaurant                                         | Oberste Mühle 2 Karte                                                  | zwei im rechten Winkel angeordnete Bruchsteingebäude auf quadratischem Grundriss mit Krüppelwalmdach; das südliche Gebäude (rechts im Bild) ist die eigentliche Mühle (Baudenkmal), der nördlichere Bau war ein Wirtschaftsgebäude, vermutlich ehemals Kuhstall. | 1. Erwähnung 1512 in Kirchenrechnungen als „overste Moelle / superiori mula“; jetziges Gebäude: 18. Jh.; |                  | 51              |
| weitere Bilder                                     | verschiefertes Wohnhaus                            | Oststraße 3 Karte                                                      | 2-geschoss. 3-achsiges verschiefertes Fachwerkhaus, traufseitig zur Straße stehend; großes Zwerchhaus über mittigem Eingang mit originalem Türblatt u. Oberlicht; aufwendig gestaltete Fenster. | zw. 1880 u. 1890; umgeb. 1905                                                                            |                  | 52              |
| weitere Bilder                                     | verschiefertes Wohnhaus                            | Oststraße 5 Karte                                                      | 2-geschoss. traufseitig zur Straße stehendes, voll verschiefertes Fachwerkgebäude mit 5 Achsen; aufwendiges Gesims um Eingang und Fenster; | Mitte 19. Jh.                                                                                            |                  | 53              |
| weitere Bilder                                     | verschiefertes Wohnhaus                            | Oststraße 19 Karte                                                     | 2-geschoss. verschiefertes Fachwerkhaus in 5 Achsen, traufseitig zur Straße stehend; Anfang des 20. Jh. Umgestaltung mit Elementen des Bergischen Neubarocks an Fenstern und Eingangstür. | Mitte 19. Jh.                                                                                            |                  | 95              |
| weitere Bilder                                     | ev. Kirche Remlingrade                             | Remlingrade Karte                                                      | einfacher längsrechteckiger Saalbau mit Satteldach, dem ein Westturm auf quadratischen Grundriss vorangestellt wurde; 3 Eingänge (Süd-, Nord- u. Westseite); angebaut eine niedrige Sakristei. | 1744 (voraufgehende Kapelle 1181/83 erwähnt)                                                             |                  | 54              |
| weitere Bilder                                     | Grabmäler                                          | Remlingrade Karte                                                      | | 1. Hälfte 18. Jh.                                                                                        |                  | 55              |
| Bruchsteinmauer                                    | Bruchsteinmauer                                    | Remlingrade Karte                                                      | | 1. Hälfte 18. Jh.                                                                                        |                  | 77              |
| weitere Bilder                                     | Fachwerk-Wohnhaus                                  | Remlingrade 3                                                          | | |                  | 71              |
| Ehemaliges Direktorenwohnhaus                      | Ehemaliges Direktorenwohnhaus                      | Schröderweg 13                                                         | | |                  | 82              |
| weitere Bilder                                     | Kirche                                             | Siedlungsweg 22                                                        | ev. Kirche Dahlerau (s.a. Denkmalnr. 105) | |                  | 56              |
|                                                    | Orgel                                              | Siedlungsweg 22                                                        | Orgel der ev. Kirche Dahlerau (s.a. Denkmalnr. 56) | |                  | 105             |
| weitere Bilder                                     | Fachwerk-Hausgiebel                                | Talsperrenweg 16 Karte                                                 | | |                  | 78              |
| weitere Bilder                                     | historisches Gartenhaus                            | Telegrafenstraße (Hohenfuhrstraße) Karte                               | das inschriftlich datierte Gartenhaus überstand als einziges Gebäude den Stadtbrand von 1802 und ist somit das älteste Gebäude in der Stadt; ehemals stand es hinter dem Haus Gartenstraße 3 und wurde 1984 in den Parc de Chateaubriant umgesetzt und restauriert; der vollständig verschieferte Pavillon steht auf hohem Sockel mit kreisrundem Grundriss; 3 Fenster und 1 Tür, die über eine 7-stufige Freitreppe erreicht wird, sind kreuzförmig angeordnet. | 1772 |                  | 70              |
| weitere Bilder                                     | Friedhof                                           | Telegrafenstraße Karte                                                 | ehem. Friedhof der ev.-luth. Gemeinde – jetzt Parc de Chateaubriant | |                  | 69              |
| weitere Bilder                                     | Jugendherberge                                     | Telegrafenstraße 50                                                    | | |                  | 114             |
| weitere Bilder                                     | ehem. Pfarrhaus                                    | Uelfestraße 11 Karte                                                   | 2-geschoss., 5-achsiger teilw. verschieferter Fachwerkbau mit Krüppelwalmdach, traufseitig zur Straße stehend; Fachwerk auf der Straßenseite und auf der östl. Giebelseite freiliegend; | Mitte 19. Jh.                                                                                            |                  | 73              |
| weitere Bilder                                     | Kirche                                             | Uelfestraße 13 Karte                                                   | | |                  | 57              |
| Wohnhaus                                           | Wohnhaus                                           | Uelfestraße 19                                                         | | |                  | 86              |
| weitere Bilder                                     | Arbeiter-Mehrfamilien-Wohnhaus                     | Vogelsmühle 2                                                          | | |                  | 81              |
| weitere Bilder                                     | Arbeiter-Mehrfamilien-Wohnhaus                     | Vogelsmühle 3/5                                                        | | |                  | 58              |
| weitere Bilder                                     | Gaststätte                                         | Vogelsmühle 12                                                         | | |                  | 59              |
| weitere Bilder                                     | Fabrikgebäude                                      | Vogelsmühle 13–17                                                      | | |                  | 107             |
| weitere Bilder                                     | Wohnhaus                                           | Vogelsmühle 18–20 Karte                                                | 2½-geschoss. langgestrecktes verschiefertes Wohnhaus auf hohen Hausteinsockel; Mittelrisalit mit Dreiecksgiebel; | 1871 (Inschrift Wetterfahne)                                                                             |                  | 60              |
| weitere Bilder                                     | Fachwerk-Wohnhaus                                  | Vor der Mark 5                                                         | | |                  | 61              |
| weitere Bilder                                     | Fachwerk-Wohnhaus                                  | Vorm Baum 9 Karte                                                      | 2 geschoss. Fachwerkbau auf gestuften Bruchsteinsockel; traufseitig zur Straße Fachwerk freiliegend mit 2 Eingänge; Rückseite und Giebelseiten verbrettert; | 18./19. J                                                                                                |                  | 92              |
| weitere Bilder                                     | Haferkasten                                        | Wellershausen 1                                                        | | |                  | 88              |
| weitere Bilder                                     | Haferkasten                                        | Wellershausen 4                                                        | | |                  | 111             |
| weitere Bilder                                     | Villa Ernst / Villa Waldfrieden                    | Wilhelmstal 30 Karte                                                   | Westlich und oberhalb der ehem. Papier-Fabrik Ernst&Luth im Tal des Haller Baches am steil ansteigenden Wiesenberg mitten im Wald liegt die Villa Ernst im neubergischen Stil. Sie ist über eine Straße mit der Fabrik verbunden. | Anf. 20. J.                                                                                              |                  | 62              |
| weitere Bilder                                     | Arbeiterwohnhaus                                   | Wülfingstraße 1 Karte                                                  | Dem Bahnhof gegenüber links der Wupper befindet sich im Hang ein dreigeschossiges, vierteiliges Arbeiterwohnhaus; über langgestreckt rechteckigem Grundriss und talseitig freiliegendem verputztem Sockelgeschoss, die darüber befindlichen Geschosse aus Backstein geschlämmt. | 2. Hälfte des 19. Jh.                                                                                    |                  | 1               |
| weitere Bilder                                     | Arbeiterwohnhaus/Konsumgebäude                     | Wülfingstraße 2 Karte                                                  | (eine bauliche Einheit mit Wülfingstraße 4) Südlich der Fabrik Wülfing & Sohn unmittelbar über dem Wupperkanal befindet sich ein langgestreckter, dreigeschossiger Backsteinbau. Im Mittelrisalit mit Giebeldreieck befindet sich ein Eingang sowie breite dreigeteilte Fenster; die beiden äußersten Achsen sind jeweils um ein Geschoss überhöht und mit einem Walmdach versehen; im Erdgeschoss hochrechteckige Eingänge mit zweigeteilten Türblättern und rundbogigen Oberlichtern; ein Teil des Gebäudes im Erdgeschoss mit schaufenstergroßen Öffnungen für vermutlich ehemals gewerbliche Nutzung (Konsum). | Ende 19. Jh.                                                                                             |                  | 2               |
| weitere Bilder                                     | Arbeiterwohnhaus                                   | Wülfingstraße 3 Karte                                                  | siehe Wülfingstraße 1 | 2. Hälfte des 19. Jh.                                                                                    |                  | 3               |
| weitere Bilder                                     | Arbeiterwohnhaus / Konsumgebäude                   | Wülfingstraße 4 Karte                                                  | eine bauliche Einheit mit Wülfingstraße 2. siehe Wülfingstraße 2 | Ende 19. Jh.                                                                                             |                  | 4               |
| weitere Bilder                                     | Arbeiterwohnhaus                                   | Wülfingstraße 5 Karte                                                  | siehe Wülfingstraße 1 | 2. Hälfte des 19. Jh.                                                                                    |                  | 5               |
| Arbeiterwohnhaus                                   | Arbeiterwohnhaus                                   | Wülfingstraße 7 Karte                                                  | siehe Wülfingstraße 1 | 2. Hälfte des 19. Jh.                                                                                    |                  | 6               |
| weitere Bilder                                     | Arbeiterwohnhaus                                   | Wülfingstraße 9/11 Karte                                               | Im Süden der Fabrik Wülfing & Sohn befindet sich am steil ansteigenden Hang zweigeschossiges Arbeiterwohnhaus. Über langgestreckt rechteckigem Grundriss mit talseitig freiliegendem Sockelgeschoss in Bruchstein, Obergeschosse aus Fachwerk, im Sockel befinden sich zwei Eingänge. | Mitte 19. Jh.                                                                                            |                  | 7               |
| weitere Bilder                                     | Arbeiterwohnhaus                                   | Wülfingstraße 17                                                       | | |                  | 8               |
| weitere Bilder                                     | Arbeiterwohnhaus                                   | Wülfingstraße 19                                                       | | |                  | 9               |
| weitere Bilder                                     | Arbeiterwohnhaus                                   | Wülfingstraße 21                                                       | | |                  | 10              |
| weitere Bilder                                     | Arbeiterwohnhaus                                   | Wülfingstraße 23                                                       | | |                  | 11              |
| weitere Bilder                                     | Arbeiterwohnhaus                                   | Wülfingstraße 25                                                       | | |                  | 12              |
| weitere Bilder                                     | Arbeiterwohnhaus                                   | Wülfingstraße 27                                                       | | |                  | 13              |
| Arbeiterwohnhaus                                   | Arbeiterwohnhaus                                   | Wülfingstraße 29                                                       | | |                  | 14              |
| Arbeiterwohnhaus                                   | Arbeiterwohnhaus                                   | Wülfingstraße 31                                                       | | |                  | 15              |
| Arbeiterwohnhaus                                   | Arbeiterwohnhaus                                   | Wupperstraße 1 Karte                                                   | Massives Arbeiterwohnhaus auf hohem Sockelgeschoss über langgestreckt rechteckigem Grundriss; Teil der geschlossenen Zeile Nr. 1-13; drei traufseitige Eingänge im Sockelgeschoss; die Eingangs- und Mittelachse ist risalitartig vorgezogen, im Sockelgeschoss kleine stichbogige Fenster; Gliederung der glatten Fassade durch Geschoss- und Sohlbankgesims. | Ende 19. Jh.                                                                                             |                  | 16              |
| Arbeiterwohnhaus                                   | Arbeiterwohnhaus                                   | Wupperstraße 3 Karte                                                   | siehe Wupperstraße 1 | Ende 19. Jh.                                                                                             |                  | 17              |
| Ehemalige Simultanschule                           | Ehemalige Simultanschule                           | Wupperstraße 4 Karte                                                   | 2-geschoss. massives, geschlämmtes, zum Teil verputztes Backsteingebäude; die Mittelachse ist risalitartig vorgezogen und von einem hohen Zwerchhaus mit rundbogigem Fenster überfangen; im südl. kl. Anbau der Eingang. | Ende 19. Jh.                                                                                             |                  | 112             |
| Ehemaliges Konsumgebäude                           | Ehemaliges Konsumgebäude                           | Wupperstraße 5 Karte                                                   | siehe Wupperstraße 1 | Ende 19. Jh.                                                                                             |                  | 18              |
| Ehemaliges Konsumgebäude                           | Ehemaliges Konsumgebäude                           | Wupperstraße 7 Karte                                                   | Das in der Mitte der geschlossenen Reihe (Nr. 1-13) liegende verbretterte 3-geschoss. Gebäude diente zusammen mit Haus Nr. 9 der Versorgung der Arbeiterschaft. | Mitte des 19. Jh.                                                                                        |                  | 19              |
| Arbeiterwohnhaus                                   | Arbeiterwohnhaus                                   | Wupperstraße 9 Karte                                                   | Das in der Mitte der geschlossenen Reihe (Nr. 1-13) liegende verbretterte 2-geschoss. Gebäude diente zusammen mit Haus Nr. 7 der Versorgung der Arbeiterschaft. | Mitte des 19. Jh.                                                                                        |                  | 20              |
| Arbeiterwohnhaus                                   | Arbeiterwohnhaus                                   | Wupperstraße 11                                                        | | |                  | 21              |
| Arbeiterwohnhaus                                   | Arbeiterwohnhaus                                   | Wupperstraße 13                                                        | | |                  | 22              |
| weitere Bilder                                     | Arbeiterwohnhaus                                   | Wupperstraße 15 Karte                                                  | Zweigeschossiges Fachwerk-Arbeiterwohnhaus, Doppelhaus auf langgestreckt rechteckigem Grundriss und hohem massivem verputztem Sockel. | Mitte 19. Jh.                                                                                            |                  | 23              |
| weitere Bilder                                     | Arbeiterwohnhaus                                   | Wupperstraße 17 Karte                                                  | Zweigeschossiges Fachwerk-Arbeiterwohnhaus, Doppelhaus auf langgestreckt rechteckigem Grundriss und hohem massivem verputztem Sockel. | Mitte 19. Jh.                                                                                            |                  | 24              |
| weitere Bilder                                     | Arbeiterwohnhaus                                   | Wupperstraße 19 und 21 Karte                                           | Zweigeschossiges Fachwerk-Arbeiterwohnhaus, Doppelhaus auf langgestreckt rechteckigem Grundriss und hohem massivem verputztem Sockel; | Mitte 19. Jh.                                                                                            |                  | 25              |
| Arbeiterwohnhaus                                   | Arbeiterwohnhaus                                   | Wupperstraße 23 Karte                                                  | Zweigeschossiges Fachwerk-Arbeiterwohnhaus, Doppelhaus auf hohem massivem und verputztem Sockel, mit rückwärtigen schmalen zweigeschossigen Toilettenhausanbauten; | Mitte 19. Jh.                                                                                            |                  | 26              |
| Arbeiterwohnhaus                                   | Arbeiterwohnhaus                                   | Wupperstraße 25 Karte                                                  | siehe Wupperstraße 23 | Mitte 19. Jh.                                                                                            |                  | 27              |
| weitere Bilder                                     | Arbeiterwohnhaus                                   | Wupperstraße 26                                                        | | |                  | 28              |
| weitere Bilder                                     | Arbeiterwohnhaus                                   | Wupperstraße 28                                                        | | |                  | 29              |
| weitere Bilder                                     | Arbeiterwohnhaus                                   | Wupperstraße 29                                                        | | |                  | 30              |
| weitere Bilder                                     | Arbeiterwohnhaus                                   | Wupperstraße 30                                                        | | |                  | 31              |
| Arbeiterwohnhaus                                   | Arbeiterwohnhaus                                   | Wupperstraße 31                                                        | | |                  | 32              |
| Arbeiterwohnhaus                                   | Arbeiterwohnhaus                                   | Wupperstraße 33                                                        | | |                  | 33              |
| weitere Bilder                                     | Wohnhaus                                           | Wuppertalstraße 45/49 Karte                                            | Zweigeschossiges, dreiseitig verschiefertes und in kleinen Teilen blechbehangenes Fachwerkhaus auf massivem und verputztem Sockel mit talseitig freiliegenden Kellerfenstern; verkröpftes Traufgesims; an der straßenseitigen Traufseite Eingänge mit schmucklosen Türblättern und Oberlichtern. | 2. Hälfte 19. Jh.                                                                                        |                  | 63              |
| Arbeiter-Mehrfamilienwohnhaus                      | Arbeiter-Mehrfamilienwohnhaus                      | Wuppertalstraße 51 Karte                                               | dreigeschossiges, verputztes Wohnhaus auf langgestreckt rechteckigem Grundriss mit straßenseitig drei Eingängen, den zu beiden Seiten zwei Fensterachsen zugeordnet sind; das Haus ist ohne architektonischen Schmuck, es hat ein Satteldach, Fenster stichbogig und mit Sohlbänken. | 2. Hälfte 19. Jh.                                                                                        |                  | 64              |
| Arbeiter-Mehrfamilienwohnhaus                      | Arbeiter-Mehrfamilienwohnhaus                      | Wuppertalstraße 53 Karte                                               | s. Haus 51 | |                  | 65              |
| Wohnhaus                                           | Wohnhaus                                           | Wuppertalstraße 55 Karte                                               | s. Haus 51 | |                  | 66              |
| weitere Bilder                                     | Arbeiter-Mehrfamilienwohnhaus                      | Wuppertalstraße 57/63 Karte                                            | 3-geschoss. Backsteinbau mit langgestrecktem, rechteckigen Grundriss, traufseitig zur Straße stehend; straßenseitig sind vier Eingangsachsen risalitartig vorgezogen von einem Dreiecksgiebel überfangen; zwei Fensterachsen auf jeder Seite sind diesen Risaliten zugeordnet; in den beiden unteren Geschossen haben die stichbogigen Fenster oberhalb des Entlastungsbogen eine Zierleiste mit Rechteck-Querschnitt, die Fenster des Obergeschosses sind schmucklos. | 2. Hälfte 19. Jh.                                                                                        |                  | 67              |

## Ehemalige Baudenkmäler
| Bild                    | Bezeichnung                                          | Lage                | Beschreibung | Bauzeit          | Eingetragen seit | Denkmal- nummer |
| ----------------------- | ---------------------------------------------------- | ------------------- | --- | ---------------- | ---------------- | --------------- |
| Wohn- und Geschäftshaus | Wohn- und Geschäftshaus                              | Kaiserstraße 63     | Eintrag ist gelöscht |                  |                  | 72              |
| weitere Bilder          | Wohnhaus/ehem. Erholungsheim einer Wuppertaler Firma | Krebsöge 4/5 Karte  | 4-flügeliger Gebäudekomplex, bestehend aus einem voll verschieferten 2-geschoss. Wohnhaus (Nr. 5) im nordwestl. Teil und einer Backstein-Remise (Nr. 4) im südöstl. Teil, die über zwei Flügel mit rundbogigen Eingängen zu einem u-förmigen Komplex verbunden sind. Eintrag ist gelöscht | 2. Hälfte 19. J. |                  | 49              |
|                         | Landwirtschaftliches Anwesen                         | Telegrafenstraße 55 | Adresse ist nicht mehr existent |                  |                  | 75              |
|                         | Landwirtschaftliches Anwesen                         | III. Uelfe 1        | Adresse ist nicht mehr existent |                  |                  | 103             |